# Вольф, Леонхард
Леонхард Вольф (нем. Leonhard Wolff; 14 мая 1848, Хальберштадт — 18 февраля 1934, Бонн) — немецкий скрипач, композитор, музыковед и музыкальный педагог. Сын Германа Вольфа (1815—1875), руководителя певческого общества в Крефельде. Брат пианиста Эрнста Вольфа, отец издателя Курта Вольфа, дед композитора Крисчена Вулфа.

## Биография
Окончил Кёльнскую консерваторию, ученик Фердинанда Хиллера (композиция), Отто фон Кёнигслёва (скрипка) и Изидора Зайса (фортепиано). В дальнейшем совершенствовался как скрипач под руководством Анри Вьётана, Юбера Леонара и Йозефа Иоахима. В 1870 г. начал играть на альте в струнном квартете Эрнста Шивера, в составе которого был нанят графом Болько фон Хохбергом для работы в графском замке Роншток (ныне Добромеж, Свидницкий повят в Силезии). В 1875—1880 гг. музикдиректор Марбургского университета. В 1880—1884 гг. руководил хоровыми коллективами в Висбадене. С 1884 г. генеральмузикдиректор Бонна. В 1890 г. защитил в Лейпциге диссертацию «Историческое исследование музыкальной темы и её проведения» (нем. Geschichtliche Studien über das musikalische Motiv und seine Durchführung). Был дружен с Иоганнесом Брамсом, оставил о нём мемуары. В 1898 г. оставил пост генеральмузикдиректора, сохранив за собой должность музикдиректора Боннского университета (до 1915 года). Среди учеников Вольфа, в частности, Элли Ней.
Наиболее известный труд Вольфа — монография «Церковные кантаты Иоганна Себастьяна Баха» (нем. J. Sebastian Bachs Kirchenkantaten; 1913).